# Pully
Cet article concerne la ville de Suisse. Pour les autres significations, voir Pully (homonymie).
Pully ([pyˈji]  ou [pɥiji]) est une commune suisse du canton de Vaud, située dans le district de Lavaux-Oron.

## Géographie

Photo aérienne prise à 800 m par Walter Mittelholzer (1919).

La ville de Pully est située au bord du lac Léman, à l'est de Lausanne. Elle fait partie de l'agglomération lausannoise. L'altitude de Pully varie de 375 m à 800 m (Mont-de-Pully). Deux rivières délimitent en partie Pully, la Vuachère avec Lausanne et la Paudèze avec Paudex.

## Préhistoire
De la préhistoire au XXIe siècle, Pully n’a cessé d’être habitée depuis que l’homme de Chamblandes de l’époque néolithique y a établi ses quartiers : les archéologues ont découvert à Chamblandes le plus important ensemble de tombes de l'époque néolithique connu à ce jour en Suisse.

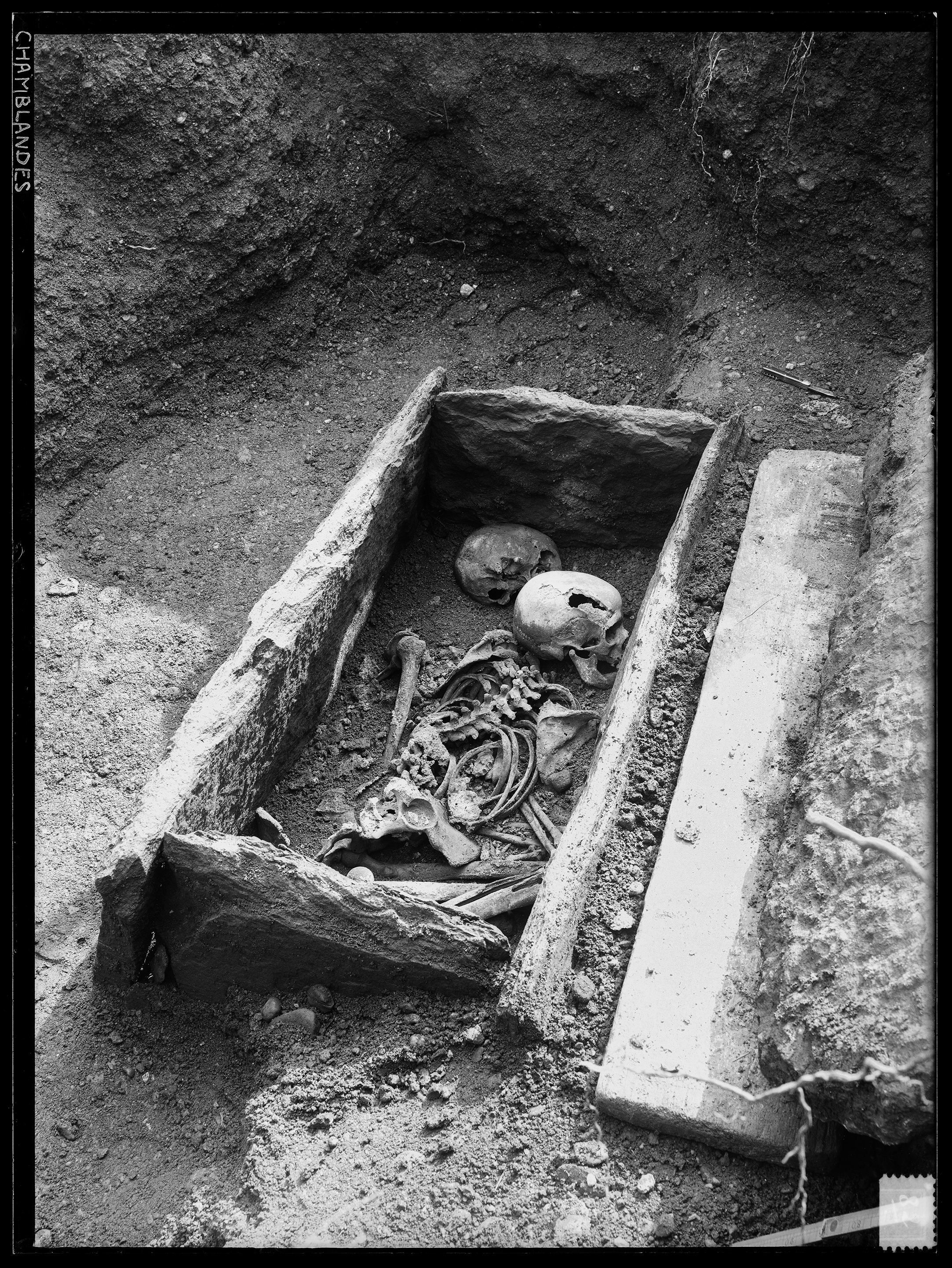
Sépulture néolithique de Chamblandes, photographie d'Albert Naef en 1901.

## Histoire
Plus tard, ce sont les Romains qui marqueront leur passage, en particulier un dénommé Pollius qui aurait donné son patronyme à Pully. Les vestiges d'une villa romaine censée lui avoir appartenu sont encore visibles, et constituent la principale attraction du musée romain de Pully.
En 1886, Pully se dote d'un bureau de télégraphe, et la première télégraphiste nommée à ce poste fut Mme Charlotte Müller.
Le 3 mai 1902, pour la première fois, le village de Pully a été éclairé à l'électricité. L'effet a été satisfaisant, chacun a pu se convaincre de l'immense supériorité de cet éclairage par rapport aux lampes à pétrole,.
La Maison Pulliérane a fini d'être construite en novembre 1952, et a été inaugurée le 24 octobre 1953. Elle est l'œuvre notamment des architectes Robert Stoll et Robert Oguey, et de l'ingénieur Auguste Birschmeiler. Elle fut construite à l'emplacement de l'ancienne Grande Salle utilisée de 1902 à 1951 et qui appartenait au départ au Chœur d'homme et à l'Orchestre avant que la commune en devienne propriétaire en 1918,. Pour éviter que la masse imposante de la Maison Pulliérane ne compromette les lignes harmonieuses de l'historique Prieuré par du béton armé, il a été décidé, pour sa construction, d'utiliser notamment de la molasse ainsi que de la pierre de la Molière. La molasse fut extraite des carrières d'Ostermundigen, et la pierre de la Molière à Estavayer-le-Lac. Les revêtements intérieurs du rez-de-chaussée sont composés de pierre de Gard, et le sol du passage voûté est revêtu de granit du Tessin. Le bas-relief "Les Vignerons" et les sept clés de voûtes sont l'œuvre de Pierre Blanc,,.
De village de vignerons, de pêcheurs et d'agriculteurs, Pully, ayant connu une grande expansion entre 1950 et 1970, est devenu une ville de 16 000 habitants. La construction de nombreux immeubles résidentiels en fait une banlieue chic de Lausanne.
Nombre de personnalités, peintres, romanciers, musiciens, hommes de science et poètes y ont vécu et contribué au rayonnement de la ville : le poète et écrivain Charles-Ferdinand Ramuz tout comme l'auteur dramatique Jean Anouilh, le musicologue Paul-André Gaillard et le compositeur montagnard Émile Blanchet, le cinéaste Henri Verneuil, le peintre Raoul Domenjoz, le philosophe Arnold Reymond, le général Henri Guisan, le vigneron et dramaturge Edouard Borgeaud, le politologue et historien Pierre du Bois de Dunilac, et bien d'autres encore.

## Population

### Gentilé et surnom
Les habitants de la commune se nomment les Pulliérans.
Ils sont surnommés les Gonfles (ou les Gonflés). Les gonflées désignent les cuites en patois vaudois : des médailles aux plus belles cuites de la journée étaient décernées lors des Fêtes de Pully.

## Démographie
|            | 1900  | 1950  | 1980   | 1990   | 2000   | 2018   |
| ---------- | ----- | ----- | ------ | ------ | ------ | ------ |
| Population | 2 339 | 6 989 | 14 988 | 15 612 | 16 034 | 18 336 |
| Suisses    | 2 030 | 6 188 | 11 990 | 11 988 | 12 392 | 12 416 |
| Étrangers  | 309   | 801   | 2 998  | 3 624  | 3 642  | 5 920  |

| Tranches d'âge     | Population en 2018 |
| ------------------ | ------------------ |
| Moins de 20 ans    | 3 649              |
| Entre 20 et 39 ans | 4 408              |
| Entre 40 et 64 ans | 6 093              |
| Entre 65 et 79 ans | 2 800              |
| Au moins 80 ans    | 1 386              |
| Total              | 18 336             |
| Femmes             | 9 662              |
| Hommes             | 8 674              |

## Mobilité - Transport
La commune de Pully en termes de transport en commun est desservie par les transports publics de la région lausannoise (TL), les Chemins de fer fédéraux suisses (CFF) et la Compagnie générale de navigation sur le lac Léman (CGN). Elle fait partie de la communauté tarifaire Mobilis Vaud et se situe dans les zones 11 et 12.

### Train
La première halte de train à Pully a été inaugurée le 1er juin 1886, soit vingt-cinq ans après la mise en exploitation de la ligne Lausanne-Villeneuve, construite par la compagnie Ouest Suisse en 1861. Lors de l’inauguration de la ligne, le 9 avril 1861, le train s’arrêta néanmoins à Pully sur le viaduc de la Paudèze à l'occasion d'une fête. En ce jour du mois de juin 1886, une guirlande portant une banderole avec la devise ''Mieux vaut tard que jamais ! Honneur aux initiateurs ! fut déployée sur la grande place pour marquer l'évènement. En 1894, une gare fut construite en brique avec montant en bois, par la compagnie de chemin de fer Jura-Simplon, remplaçant la guérite qui faisait office d’arrêt. Elle fut ouverte le 1er novembre 1894.
Durant l’année 1929, une nouvelle gare à Pully-Nord fut créée,, ce qui fit de Pully l’une des rares[réf. souhaitée] villes de Suisse à posséder deux gares des Chemins de fer fédéraux suisses (CFF). Cela s’explique par le fait que vers l'est, la gare de Pully va en direction des villes du bord du lac Léman (Vevey, Montreux) et du Valais, et l'autre va en direction des villes du Plateau suisse (Fribourg, Berne, Zurich). Vers l'ouest, ces deux lignes se rejoignent à Lausanne.
À la fin des années 1950, un nouveau bâtiment aux voyageurs fut construit à la gare de Pully-centre, remplaçant le bâtiment de 1894, et au milieu des années 1980, ce bâtiment fut détruit à son tour, dans le cadre du vaste chantier du centre de Pully, qui reconfigura totalement la gare de « Pully-centre », en couvrant les voies ferrées et les caténaires par une plate-forme qui devint la Place Neuve au printemps 1989. En 2015, la configuration de la gare de Pully-centre a encore changé du côté nord des voies, pour remplacer l’escalier central par deux escaliers l'un en face de l'autre, et l’installation d’un ascenseur.
De nos jours les trains qui s'arrêtent à Pully font partie du Réseau express régional vaudois.

### Trolleybus, autobus, tramways
De 1896 à 1964, il y eut des tramways avant qu'ils ne soient remplacés par des trolleybus et autobus. C'est le 29 août 1896 qu'a eu lieu l'inauguration des tramways de Lausanne, et Pully fit partie du réseau avec la ligne Saint-François (Lausanne)-Pully-Paudex-Lutry, représenté par un triangle sur les tramways, et qui fut remplacé par la suite par le chiffre 9. La ligne passait au centre de Pully, et lors de l'inauguration, pour rendre hommage au concepteur des tramways, Adrien Palaz, outre les festivités, les Puillérens avaient inscrit sur une banderole l’inscription Si Palaz n’était pas là, le tram ne passerait pas là. Le 31 décembre 1898, le nord de Pully fut également relié par le tramway avec la ligne Saint François-Chailly-La Rosiaz, représenté cette fois par une étoile sur le tramway, et qui sera remplacé ensuite par le chiffre 7. À noter qu’en 1896, le tramway existait déjà jusqu'au quartier de Chailly à Lausanne, et qu'il s'était agi en 1898, d'un prolongement de la ligne. Le 31 janvier 1912, c’est le port de Pully qui fut relié par le tramway depuis le quartier de la Georgette, près de Saint-François. L'histoire des tramways à Pully prend fin de manière progressive, d'abord en 1938 avec la ligne du port de Pully, puis en 1961 par la ligne au centre de Pully, enfin le 6 janvier 1964 avec la ligne au nord de Pully.
En 2016, les lignes de trolleybus et autobus 4, 7, 8, 9, 25, 47, 48, 49, 67 qui desservent Pully sont gérées par les Transports publics de la région lausannoise.
À l'horizon fin 2022, il est prévu de remplacer les trolleybus de la ligne 9 qui va de Lutry à Prilly en passant par le centre de Pully, ainsi que les trolleybus de la ligne 7 qui va de Pully-Nord à Lausanne, par des bus à haut niveau de service.

### Navigation
Au Moyen Âge, il existait déjà un port qui avait toute son importance, car les marchandises voyageaient principalement par bateau, à cause du mauvais état des routes. Le 1er juin 1882, fut inauguré un débarcadère au port de Pully, pour que les bateaux de la CGN puissent accoster. Ce jour-là, les bateaux à vapeur Mont-Blanc et Jura accostèrent au débarcadère. Le dernier débarcadère construit, date de 1976.
En 1921, fut créée la section de Sauvetage de Pully. Un hangar est construit en 1925, avant d'être remplacé en 1977. Le premier canot à rame avait pour nom « Qui Vive » et en 1965 le Sauvetage de Pully fit l'acquisition d'un canot de type Fletscher, avec un moteur de 65 CV, puis en 1981, c'est l'achat d'une vedette qui remplaça le canot et sera en service jusqu’en 2020, année où elle fut à son tour remplacée par un semi-rigide rapide de 700 cv. La section dispose de trois embarcations, soit une vedette d'intervention rapide, et deux canots à rames. Le Sauvetage de Pully organise chaque année une manifestation, « La Fête du Sauvetage ».

## Parcs et espaces verts
Le premier parc public qu’ait connu Pully, fut la « Campagne Guillemin » (av. Guillemin 5, vers la Perraudettaz) d'une superficie de 14 000 mètres carrés. Il est le fruit de la donation à la commune en 1944 de Bella (1875-1952), Cécile (1863-1948) et Hélène Guillemin (1865-1952), respectivement veuve et sœurs de Georges Guillemin (1862-1943), ancien ingénieur des CFF, qui avait également exprimé ses intentions à ce sujet quelques mois avant sa mort,. En 1954, furent mis à disposition les premiers aménagements pour que les promeneurs, mamans et leurs enfants puissent bénéficier de ce coin de verdure, à savoir des bancs, balançoires, toboggan, une place herbeuse et du sable fin. En automne 1966, de nouveaux pensionnaires firent leur apparition avec l’arrivée de deux faons, et la même année fut construite une pataugeoire, qui faillit être détruite en 2009, mais qui fut sauvée de la démolition par des personnes qui firent circuler une pétition. Concernant l’histoire de la Campagne Guillemin, il est possible de remonter au temps où la propriété, qui était encore plus grande à l’époque, était divisée en deux parcelles, l’une nommée le « Crêt de Montelly » et l'autre le « Champ des pauvres », et où le canton de Vaud était administré par Berne et du bailli Albert Tscharner. C’est en 1763 qu’elle fut acquise par la famille Georges-César Verrey, citoyen de Lausanne et bourgeois de Vevey. Samson Reymondin, juge et député, en devint ensuite propriétaire. En 1851, c'est au tour d'Étienne Guillemin, le père de Georges, qui acquit cette propriété par héritage de sa tante Sophie Élisabeth, fille de François-Victor Eternod, veuve de Samson Reymondin. En 1944, la propriété dite « Campagne de Perraudettaz », avait une superficie de 23 351 mètres carrés. Il y avait une maison de maître avec caves voutées, un bâtiment de ferme, une ancienne petite usine désaffectée et un chalet. Dans les conditions de la donation, la moitié de la propriété, au sud de la maison de maître, était dévolue à la création d’un parc, qui porterait le nom de Campagne Guillemin, et l’autre moitié, au nord, dévolue à la construction de logements. Le bâtiment de maître ne devait pas être modifié dans ses dimensions et son architecture, et aucun débit de boissons alcooliques ne devait être ouvert sur la propriété. Les donatrices conservaient en outre, à titre d'usufruit, la jouissance de l’ensemble de la propriété jusqu’au décès de la dernière survivante,. Bella Guillemin née Barbey est décédée en septembre 1952 et Hélène Guillemin le 15 novembre 1952. En décembre 1952, lors d'une séance communale, le président E. Koch et le syndic Charles Besson annoncent que la commune prend officiellement possession de la Campagne de la Perraudettaz. Georges, Cécile, Bella et Hélène Guillemin reposent au cimetière de Pully, en face de la tombe du général Henri Guisan.
Le nouvel aménagement des rives du lac Léman est inauguré le 14 mai 1976 après cinq ans de travaux. D'une surface de 29 000 m2, qui va de l'embouchure de la Paudèze jusqu'à l'extrémité ouest du quai Amédée Milliquet (quai nommé ainsi, en hommage à un ancien syndic et premier président du comité de la section du sauvetage de Pully en 1921), comprenant la piscine, dont un bassin olympique, le nouveau débarcadère de la Compagnie générale de navigation, le port de petite batellerie, les quais, un parc et un parking. Pour concrétiser ces projets, il a fallu amener 150 000 m3 de terre, permettant ainsi de gagner 42 000 m2 sur le lac. Les coûts des travaux se sont montés à 16 millions de francs suisses. Le 25 mai 1985, un train miniature à passagers est ouvert au public avec un parcours de 420 mètres de voie à l’écartement de 184 mm.
Le Centre sportif de Rochettaz est inauguré les 28 et 29 juin 1980. Il accueille le Pully Football, le Tennis-club et la Société fédérale de gymnastique. En 1977, le Pully Football pouvait néanmoins déjà jouer sur les terrains de foot. Pour que ce centre sportif puisse être créé, il a fallu voûter la Paudèze sur une longueur de 332 mètres entre le hameau de la Rochettaz et le chemin des Anciens-Moulins, remblayer une partie du vallon, ainsi que poser une nouvelle canalisation à la surface du remblai. Ce projet qui datait de 1964, avait trois objectifs, créer une décharge publique de matériaux de construction d'environ 320 000 mètres cubes, stabiliser quelque peu les flancs du vallon de la Paudèze et créer sur les terrasses gagnées, d'environ 25 000 mètres carrés, des emplacements réservés à la promenade et au sport. Il aura fallu douze ans pour exploiter la décharge et qu'elle se tasse,.
Le parcours Vita, situé au Monts-de-Pully, au lieu-dit « En Chenaulaz », est inauguré quant à lui le 21 octobre 1972.

## Climat
| Mois                                              | jan. | fév. | mars | avril | mai  | juin | jui. | août | sep. | oct. | nov. | déc. | année |
| ------------------------------------------------- | ---- | ---- | ---- | ----- | ---- | ---- | ---- | ---- | ---- | ---- | ---- | ---- | ----- |
| Température minimale moyenne (°C)                 | 0,3  | 0,7  | 3,5  | 6,4   | 10,7 | 13,8 | 16,1 | 15,9 | 12,6 | 9,1  | 4,2  | 1,4  | 7     |
| Température moyenne (°C)                          | 2,2  | 3    | 6,6  | 10    | 14,4 | 17,8 | 20,3 | 19,7 | 15,8 | 11,6 | 6,1  | 3,2  | 10,9  |
| Température maximale moyenne (°C)                 | 4,4  | 5,6  | 10,1 | 14    | 18,7 | 22,4 | 25   | 24,4 | 19,8 | 14,6 | 8,6  | 5,3  | 14,4  |
| Nombre de jours avec gel                          | 13,2 | 10,3 | 4,6  | 0,3   | 0    | 0    | 0    | 0    | 0    | 0,1  | 3,3  | 10   | 41,8  |
| Nombre de jours avec température maximale ≤ 0 °C  | 3,5  | 2    | 0,1  | 0     | 0    | 0    | 0    | 0    | 0    | 0    | 0,3  | 1,9  | 7,8   |
| Nombre de jours avec température maximale ≥ 25 °C | 0    | 0    | 0    | 0,1   | 2    | 9,6  | 16,5 | 13,9 | 2    | 0,1  | 0    | 0    | 44,2  |
| Nombre de jours avec température maximale ≥ 30 °C | 0    | 0    | 0    | 0     | 0,1  | 1,1  | 2,9  | 1,6  | 0    | 0    | 0    | 0    | 5,7   |
| Ensoleillement (h)                                | 72   | 97   | 159  | 179   | 201  | 229  | 252  | 234  | 183  | 128  | 79   | 58   | 1 872 |
| Précipitations (mm)                               | 77   | 67   | 78   | 87    | 117  | 112  | 92   | 110  | 114  | 113  | 93   | 92   | 1 153 |
| dont neige (cm)                                   | 10,9 | 14,3 | 1,6  | 0,2   | 0    | 0    | 0    | 0    | 0    | 0    | 1,1  | 7    | 35,1  |
| dont nombre de jours avec précipitations ≥ 1 mm   | 10,1 | 8,8  | 10,2 | 9,8   | 12,1 | 10,4 | 9    | 9,5  | 8,8  | 10,1 | 10,2 | 10,7 | 119,7 |
| Humidité relative (%)                             | 78   | 73   | 68   | 66    | 67   | 66   | 65   | 68   | 73   | 78   | 78   | 78   | 72    |
| Nombre de jours avec neige                        | 2,9  | 2,8  | 1,3  | 0,1   | 0,9  | 0    | 0    | 0    | 0    | 1,2  | 0,8  | 1,9  | 9,8   |

| Diagramme climatique                                  |          |           |         |             |             |          |             |             |            |          |          |
| J                                                     | F        | M         | A       | M           | J           | J        | A           | S           | O          | N        | D        |
| 4,40,377                                              | 5,60,767 | 10,13,578 | 146,487 | 18,710,7117 | 22,413,8112 | 2516,192 | 24,415,9110 | 19,812,6114 | 14,69,1113 | 8,64,293 | 5,31,492 |
| Moyennes : • Temp. maxi et mini °C • Précipitation mm |          |           |         |             |             |          |             |             |            |          |          |

|                       | jan.                                                              | fév.                                                              | mars                                                              | avril                                                             | mai                                                               | juin                                                              | jui.                                                              | août                                                              | sep.                                                              | oct.                                                              | nov.                                                              | déc.                                                              | année                                                             |
| Journées claires      | 4.0                                                               | 5.6                                                               | 8.3                                                               | 7.8                                                               | 8.1                                                               | 9.1                                                               | 11.0                                                              | 11.1                                                              | 8.6                                                               | 5.7                                                               | 4.6                                                               | 3.2                                                               | 87.1                                                              |
| Journées grises       | 17.6                                                              | 13.1                                                              | 11.1                                                              | 9.7                                                               | 8.7                                                               | 6.9                                                               | 6.1                                                               | 6.0                                                               | 7.4                                                               | 11.4                                                              | 16.0                                                              | 18.3                                                              | 132.3                                                             |
| Journées claires [nb] | Nombre de jours avec une durée d’ensoleillement supérieure à 80 % | Nombre de jours avec une durée d’ensoleillement supérieure à 80 % | Nombre de jours avec une durée d’ensoleillement supérieure à 80 % | Nombre de jours avec une durée d’ensoleillement supérieure à 80 % | Nombre de jours avec une durée d’ensoleillement supérieure à 80 % | Nombre de jours avec une durée d’ensoleillement supérieure à 80 % | Nombre de jours avec une durée d’ensoleillement supérieure à 80 % | Nombre de jours avec une durée d’ensoleillement supérieure à 80 % | Nombre de jours avec une durée d’ensoleillement supérieure à 80 % | Nombre de jours avec une durée d’ensoleillement supérieure à 80 % | Nombre de jours avec une durée d’ensoleillement supérieure à 80 % | Nombre de jours avec une durée d’ensoleillement supérieure à 80 % | Nombre de jours avec une durée d’ensoleillement supérieure à 80 % |
| Journées grises [nb]  | Nombre de jours avec une durée d’ensoleillement inférieure à 20 % | Nombre de jours avec une durée d’ensoleillement inférieure à 20 % | Nombre de jours avec une durée d’ensoleillement inférieure à 20 % | Nombre de jours avec une durée d’ensoleillement inférieure à 20 % | Nombre de jours avec une durée d’ensoleillement inférieure à 20 % | Nombre de jours avec une durée d’ensoleillement inférieure à 20 % | Nombre de jours avec une durée d’ensoleillement inférieure à 20 % | Nombre de jours avec une durée d’ensoleillement inférieure à 20 % | Nombre de jours avec une durée d’ensoleillement inférieure à 20 % | Nombre de jours avec une durée d’ensoleillement inférieure à 20 % | Nombre de jours avec une durée d’ensoleillement inférieure à 20 % | Nombre de jours avec une durée d’ensoleillement inférieure à 20 % | Nombre de jours avec une durée d’ensoleillement inférieure à 20 % |

## Politique

### Municipalité
La municipalité (exécutif) est composée de cinq membres, pour la législature 2021-2026 :
- Gil Reichen : Syndic
- Lydia Masmejan :
- Lucas Girardet :
- Jean-Marc Chevallaz :
- Marc Zolliker :

La municipalité (exécutif) est composée de cinq membres, pour la législature 2016-2021 :
- Gil Reichen : Syndic, Direction de l'administration générale, des finances et des affaires culturelles (DAGF)
- Lydia Masmejan : Direction des domaines, gérances et sports (DDGS)
- Nicolas Leuba : Direction de l'urbanisme et de l'environnement (DUE)
- Jean-Marc Chevallaz : Direction de la jeunesse, des affaires sociales et de la sécurité publique (DJAS)
- Marc Zolliker : Direction des travaux et des services industriels (DTSI)

#### Liste des syndics de Pully
- 1897-1917 : Amédée Milliquet, Parti radical-démocratique (PRD).
- 1918-1929 : Marius Milliquet, PRD.
- 1930-1941 : Eugène Blanc, PRD.
- 1942-1961 : Charles Besson, PRD.
- 1962-1965 : Paul Blanc, PRD.
- 1966-1977 : Louis Thaler, Union pulliérane (rassemblé au sein de Vaud libre).
- 1978-1988 : Julien A. Perret, Parti libéral suisse (PLS).
- 1988-2001 : Jean Chevallaz, PRD.
- 2002-2011 : Jean-François Thonney, Parti socialiste suisse (PSS).
- 2011-actuellement : Gil Reichen, PLS, puis Parti libéral-radical (PLR).

### Conseil communal
Le Conseil communal (législatif) est composé de cent membres, pour les différentes législatures, répartis ainsi :
|                                                                          | 2011-2016 | 2016-2021 | 2021-2026 |
| ------------------------------------------------------------------------ | --------- | --------- | --------- |
| Parti libéral-radical                                                    |           | 39        | 31        |
| Parti socialiste suisse                                                  |           | 19        | 15        |
| Union pulliérane, Vaud libre, Parti démocrate-chrétien et Verts libéraux |           | 17        | 19        |
| Les Verts                                                                |           | 13        | 20        |
| Union démocratique du centre                                             |           | 11        | 7         |
| Vert'libéraux                                                            |           | 0         | 8         |
| Indépendant                                                              |           | 1         | 0         |

## Patrimoine bâti
- Villa romaine, vestiges d'un bâtiment semi-circulaire conservant des vestiges de peintures murales[63].
- Ancienne église Saint-Germain, devenue temple protestant (av. du Prieuré).
- Prieuré de Pully.
- Cure (av. du Prieuré 20), construite en 1594 par les maîtres maçons Daniel Heintz le Vieux et  Anthoni Pauli[63].
- Temple protestant de Chamblandes, 1937, par l'architecte Jules Fallet.
- Villa néoclassique (av. Général-Guisan 71), 1938, par l'architecte Jack Cornaz[63].

La Rosiaz
- La Rosiaz, temple protestant de 1951-1953, par l'architecte Paul Lavenex[63].
- La Rosiaz, ch. de la Bruyère 17, Villa Eupalinos, 1927, à partir des dessins du propriétaire Charles Stern (1886-1940), artiste peintre amateur, construction sous la direction de l'architecte Henri-Robert Von der Mühll[63].
- La Rosiaz, ch. des Ramiers 18, villa dans le style cottage pittoresque, par l'architecte Georges Epitaux, 1906. Vitraux de Pierre Chiara[63].
- Villa Eupalinos ;
- Viaduc de la Paudèze.

## Personnalités
- Bhumibol Adulyadej, Roi de Thaïlande, a vécu à Pully (villa Vadhana) entre 1935 et 1951[64],[65].
- Pierre du Bois de Dunilac[66], homme de lettres, politologue, y habita jusqu'à sa mort.
- Edouard Chambost, avocat, écrivain, établi à Pully dans les années 1980.
- Henri Guisan, général suisse, y habita jusqu'à sa mort.
- Charles-Ferdinand Ramuz, écrivain. Mort à Pully le 23 mai 1947.
- Rodolphe Archibald Reiss, criminologue, a vécu à Pully dans la Villa lumière qu'il s'était fait construire par Alphonse Laverrière[67].
- Jeanne de Vietinghoff, amie d'enfance de la mère de Marguerite Yourcenar y décéda et y est enterrée.
- Rosario Boscacci (1950-), promoteur immobilier, entrepreneur, philanthrope et écrivain, y est né.
- Pierre-Karl Fabergé (1846-1920), joaillier, décède à Pully le 24 septembre 1920.
- Jean Anouilh y repose au cimetière depuis 1987

- Germaine Suter-Morax (1896-1974), pionnière de l'accueil en Suisse romande d'anciennes déportées françaises de la Résistance.

## Culture
- La villa romaine du Prieuré et ses peintures murales
- les jardins de la villa Eupalinos sont inscrits comme biens culturels d'importance nationale[68].
- Le musée d'art de Pully est consacré à la présentation de l’art visuel régional, et offre une collection relative à l’œuvre de Charles-Ferdinand Ramuz.
- L'Octogone, salle de spectacle créée en 1979, accueille, à résidence, la compagnie de danse contemporaine Lingua.

## Héraldique
| Blason | Blasonnement : Parti d'argent et de gueules à la grappe de raisin de l'un en l'autre, tigée et feuillée de sinople. |

## Écoles

### Écoles publiques
Au XVIIIe siècle, l'école se trouvait à proximité du Prieuré, dans la maison de commune avec les logements des régents. Puis, au début du XIXe siècle, après de lourdes transformations, des salles de classe furent aménagées dans les anciennes dépendances de l’église du Prieuré, qui abritaient des étables, des écuries et les logements des vignerons. Dans ce bâtiment transformé, se trouvaient également les logements des instituteurs, des écuries et un atelier pour le boucher qui vivait au premier étage, entre 1805 et 1843, avant que son logement soit transformé en une salle de classe. Quelques années plus tard, en 1855, les écuries disparaissent au profit de simples remises. En 1873, c’est une quatrième salle de classe qui est établie dans la partie ouest du bâtiment. En 1881 le collège possédait cinq classes pour 175 élèves. L'année scolaire 1914-1915 fut la période où les écoliers quittèrent le collège du Prieuré pour prendre possession de leur nouveau collège. L'ancien collège, après avoir servi pour divers services de l’administration communale, fut en partie détruit en 1931 pour faire place à un nouveau bâtiment administratif, et la partie est du collège laissera sa place au passage muni d’un arc néogothique permettant actuellement de relier la cour à l’esplanade du Prieuré.
Le nouveau collège primaire (actuel collège Principal) fut inauguré le 20 avril 1915. Construit du côté de Chamblandes, il comptait à cette époque 11 classes pour 467 élèves. Sur 54 projets, c'est celui des architectes Taillens et Dubois qui fut adopté. La toiture et le clocheton reproduisaient la silhouette du prieuré. Sur l'ancienne cloche de l'école fut gravé le proverbe biblique « Celui qui est maître de son cœur vaut mieux que celui qui prend des villes », qui devait probablement faire écho aux tragédies de la Première Guerre mondiale. Le 10 mars 1955, un violent incendie, accentué par la bise, a ravagé la partie supérieure du collège et abîmé les étages inférieurs par l'eau qui a servi à éteindre l'incendie,,. Les dégâts se sont montés à environ 800 000 francs. Le 4 mai 1956, après rénovation du collège Principal, deux nouvelles cloches, L'Espérance et Patience, fondues à Aarau, furent hissées. Le 1er octobre 1973 est inaugurée la nouvelle annexe du Collège Principal, comprenant, outre de nouvelles salles de classe, une piscine couverte.
Dans les années 40, les enfants de plus de sept ans vivant au nord de Pully allaient à pied à l’école de Chailly à Lausanne. Il n’y avait pas de bus et l’école primaire de Pully Village était plus éloignée que celle de Chailly. Pour permettre aux enfants de Pully Nord d’être scolarisés dans la commune, un pavillon fut construit au début des années 50 dans le quartier de Chantemerle, et il fut inauguré le 18 septembre 1951. Par la suite, plusieurs agrandissements ont eu lieu à Chantemerle, en 1954, 1955, 1960, 1965. En 1955, le pavillon Pierre d'Arvel fut construit et le 22 juin 1957, il fut inauguré. Cela fut rendu possible grâce à la donation du terrain en 1952, par l'épouse de Jules Loth, professeur de français à l'école supérieure de commerce, poète et peintre, qui utilisait le pseudonyme Pierre d'Arvel. En 1960, est construit le pavillon scolaire de Chamblandes. En 1967 et 1968, ce sont les pavillons scolaires Fontanettaz qui virent arriver des écoliers, avant que ces préfabriqués soient remplacés en 1989 par un nouveau collège. Le 20 septembre 1968, fut inauguré le collège de Mallieu, au pied de la colline du Prieuré, où la commune a acquis une parcelle de vignoble de 12 300 mètres carrés. En 1968, Pully comptait alors 1357 élèves, répartis dans 54 classes,. Entre 2001 et 2002, fut construit le collège des Alpes.
Le collège Arnold-Reymond fut inauguré le 2 mai 1980. Il avait la particularité d'accueillir les élèves de l'école secondaire, qui devaient se rendre par le passé à Lausanne. En 1980, le collège Arnold Reymond, comprenait 34 salles de classe et 19 salles spéciales pouvant recevoir 850 élèves. Cet ensemble scolaire possédait également une aula polyvalente (L'Octogone) de 455 places, une salle omnisports et un parking couvert. Le total de l'investissement était de quelque 40 millions de francs. La construction commença en 1974 et se termina en 1979, mais il a accueilli ses premiers élèves en août 1977, répartis dans 13 classes, car les autres étaient encore en travaux. En 2000 et 2001 des travaux de rénovation eurent lieu. Pour construire cet ensemble scolaire Arnold-Reymond, il a fallu détruire la ferme du Faux-Blanc, située dans la campagne du même nom. L'origine de cette ferme était fort lointaine, car des documents de 1330 en parlaient déjà. Le 25 juin 1888, avec ses terres et vignobles, elle devint la propriété de Lausanne jusqu'en 1968, avant que la ville de Pully en devienne à son tour propriétaire en 1969.
En 2016, Pully compte 9 collèges et ils font partie des Établissements scolaires de Pully, Paudex et Belmont qui, pour ces deux dernières villes ont un collège chacun.

#### Colonie de vacances
En 1945 est construit le chalet du Bois du Moulin par la ville pour les « cures d’air », principalement destinées aux enfants défavorisés, avec des fonds communaux et un don du prince Bhumibol, futur roi de Thaïlande. Le chalet du Bois du Moulin servira par la suite aux colonies de vacances des enfants de Pully,.
En 1962, la commune de Pully prit l'initiative de construire un chalet aux Mosses pour les écoliers puillérans. Le home-écoles des Mosses fut mis en exploitation le 13 janvier 1969 et inauguré le 14 juin de la même année. Les élèves à partir de dix ans passent leurs colonies de vacances en été ou en hiver, au chalet des Mosses, appelé auparavant home-école des Mosses. Ce chalet a été dirigé pendant 30 ans, de 1980 à 2010 par Fernand Pasquier, surnommé Fernand des Mosses par les petits Puillérans, personnage haut en couleur qui aura vu défiler de 25 000 à 30 000 enfants durant sa carrière. En juillet 2010, le directeur du chalet devient Alexandre Deslex. Par la suite, c'est Morgan Alexine qui prendra sa direction.

### Écoles privées
- Collège Champittet, une école privée internationale.
- École Club Alpha, une école privée bilingue/trilingue (français, anglais, allemand).

## Festivals
- Festival Pully Lavaux à l'heure du Québec : chansons françaises mettant en vedette des artistes québécois ;
- Week-End Musical de Pully ;
- For Noise Festival : chansons rock[97]. La dernière édition a eu lieu en août 2016.
- Pully Sound Sound Festival :

## Jumelage
- Obernai (France) depuis 1986.

## Autres
- Pully est le siège mondial de l'entreprise suédoise Tetra Pak, depuis 1981[98].
- Une école de théâtre : le Théâtre des Jeunes de Pully y est installé.
- Pully est le siège de Missing Children Switzerland qui répond au numéro d'urgence 116 000.